# نظرة الغرب إلى الحجاب (كتاب)
نظرة الغرب إلى الحجاب هو عنوان لكتاب مترجم من الإنجليزية إلى العربية، (بالإنجليزية: Rethinking Muslim Women and the Veil: Challenging Historical & Modern Stereotypes) نشر سنة 2002 من تأاليف كاثرين بولوك (كندية)، وترجمة الدكتور شكري مجاهد إلى العربية سنة 2011 عن منشورات مكتبة العبيكان، الكتاب عبارة عن دراسة مفصلة وذات تحليل نقدي قوي للمفهوم الغربي الذي يرى الحجاب رمزاً لتقييد حرية المرأة المسلمة ويعتبرون لبسها للحجاب اضطهاداً لها.

## وصلات خارجية
- معلومات عن النسخة الإنجليزية
- معلومات عن النسخة العربية